# Markus Henriksen
Markus Henriksen (Trondheim, Noruega, 25 de julio de 1992) es un futbolista noruego. Juega de centrocampista en el Rosenborg Ballklub de la Eliteserien.

## Carrera
Su carrera futbolística comenzó en un club de aficionados Trond IL. A partir de 2008 jugó para el Rosenborg BK, siendo ascendido al primer equipo en 2009. Debutó con el Rosenborg el 10 de mayo del mismo año en el partido de Copa de Noruega ante el Gjøvik-Lyn, venciendo por cuatro goles a cero. Da la casualidad que ese mismo resultado se repetiría en su primer partido de liga, el 20 de septiembre de 2009 ante el Sandefjord. En la temporada de 2010, ganó por segunda vez la liga y Henriksen para a convertirse en el jugador principal del Rosenborg. El 11 de abril de 2010 en un partido contra Odd Grenland anotó sus primeros 2 goles en la liga.

### Carrera internacional
En su carrera a nivel internacional, Henriksen ya ha jugado en los equipos nacionales juveniles de Noruega sub-19 y sub-21. Debutó en la selección absoluta el 12 de octubre de 2010 en el amistoso contra Croacia en el que perdieron por cuatro goles a uno. Su primer y único gol hasta la fecha con el conjunto noruego fue ante la selección eslovena el 11 de septiembre de 2012, terminando el encuentro con la victoria por 2 a 1.

## Premios

### Individuales
- Talento del Año (Statoil): Junio de 2010[8]
- Mejor jugador joven del año (NISO): 2010

### Clubes
Rosenborg
- Tippeligaen (2): 2009, 2010
- Campeonato Noruego sub-19: 2009
- Superfinalen (1): 2010

AZ Alkmaar
- Copa de los Países Bajos (1): 2013-14

## Estadísticas
| Equipo    | Equipo       | Equipo       | Liga | Liga  | Copa | Copa  | Continental | Continental | Total | Total |
| Temporada | Club         | Liga         | Apps | Goles | Apps | Goles | Apps        | Goles       | Apps  | Goles |
| --------- | ------------ | ------------ | ---- | ----- | ---- | ----- | ----------- | ----------- | ----- | ----- |
| 2009      | Rosenborg    | Tippeligaen  | 3    | 0     | 2    | 0     | 0           | 0           | 5     | 0     |
| 2010      | Rosenborg    | Tippeligaen  | 28   | 7     | 6†   | 3     | 12          | 4           | 46    | 14    |
| 2011      | Rosenborg    | Tippeligaen  | 29   | 3     | 3    | 0     | 6           | 2           | 38    | 5     |
| 2012      | Rosenborg    | Tippeligaen  | 18   | 1     | 3    | 3     | 7           | 0           | 28    | 4     |
| 2012–2013 | AZ           | Eredivisie   | 29   | 3     | 6    | 0     | 0           | 0           | 35    | 3     |
| 2013–2014 | AZ           | Eredivisie   | 26   | 2     | 0    | 0     | 4           | 0           | 30    | 2     |
| 2014–2015 | AZ           | Eredivisie   | 15   | 5     | 0    | 0     | 0           | 0           | 15    | 5     |
| Total     | Noruega      | Noruega      | 78   | 11    | 13   | 6     | 25          | 6           | 116   | 23    |
| Total     | Países Bajos | Países Bajos | 70   | 10    | 6    | 0     | 4           | 0           | 80    | 10    |
| Carrera   | Carrera      | Carrera      | 148  | 21    | 20   | 6     | 29          | 6           | 196   | 33    |